# 博格達諾-韋爾布基
48°30′20″N 36°21′40″E / 48.50556°N 36.36111°E
博格達諾-韋爾布基（烏克蘭語：Богдано-Вербки），是烏克蘭的村落，位於該國中部第聶伯羅彼得羅夫斯克州，由佩特羅拉夫利夫卡區負責管轄，處於薩馬拉河右岸，距離布拉吉尼夫卡0.5公里，海拔高度145米，2001年人口284。